# Kvintsextakord

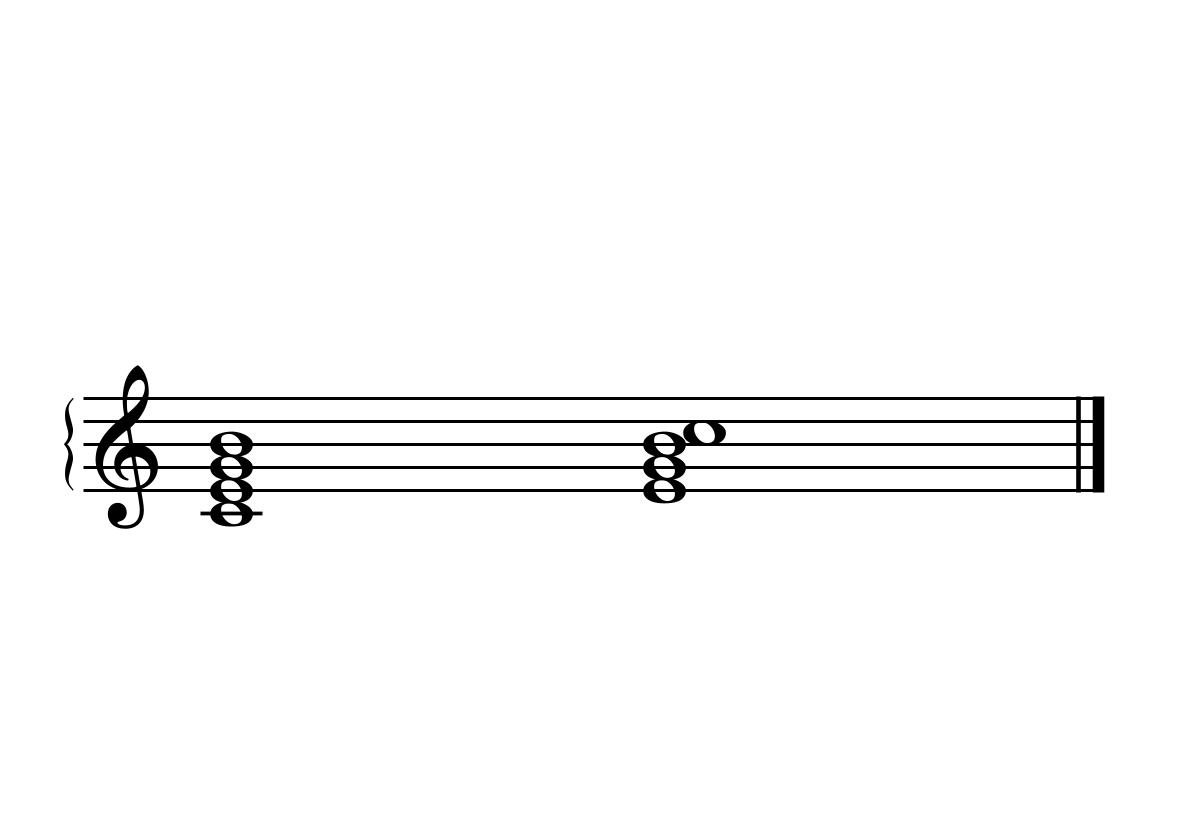
Septakord na tónu c^{1} a jeho první obrat kvintsextakord

Kvintsextakord je termín ze všeobecné hudební nauky. Používá se pro první obrat septakordu.  Nejspodnějším tónem kvintsextakordu je tercie (druhý tón odspodu) v původním septakordu, původní základní tón je v nejjednodušším tvaru kvintsextakordu tónem nejvyšším.
Každý septakord má tři obraty. Další dva obraty septakordu se jmenují terckvartakord a sekundakord.

## Příklad
Uvažujme tzv. tvrdě velký septakord postavený na tónu c. Tvrdě velký septakord je tvořen tvrdým (durovým) kvintakordem a velkou septimou mezi nejnižším a nejvyšším tónem.  Na tónu c tedy zní: c e g h. Kvintsextakord, první obrat tohoto septakordu, se vytvoří tak, že se nejnižší tón přenese o oktávu výše. Bude to tedy e g h c. Z toho vyplývá, že kvintsextakord je složen (vzhledem k nejspodnějšímu tónu) z kvintakordu a sexty nad nejnižším tónem.

## Název
Termíny obratů akordů jsou vytvořeny tak, že se v nich pojmenuje interval mezi nově vzniklým základním tónem (v případě septakordu c e g h je to tón e) a jednak původním nejvyšším tónem (v našem případě původní septima h), jednak původním základním tónem (v našem případě c). Tóny e h vytvářejí kvintu, tóny e c sextu, proto: kvintsextakord.